# Лубський Володимир Іонович
Володи́мир Іо́нович Лу́бський (нар. 10 липня 1944 року, с. Войкове) — філософ, доктор філософських наук (1997), професор (1998), співавтор підручників з релігієзнавства. Чоловік Т. Горбаченко, батько М. Лубської.

## Біографічні дані
Народився 10 липня 1944 року в с. Войкове.
У 1974 році закінчив філософський, а 1996 — юридичний факультети Київського університету. 
З 1972 року працює в університеті: з 1996 по 2013 рік — завідувач кафедри релігієзнавства, з 2013 — професор цієї ж кафедри.

## Наукова робота
Наукові дослідження: історія релігії, релігія і право; соціально-політичні аспект сучасних релігійних концепцій війни та миру; мусульманське право, ісламська філософія. 
Співавтор підручників:
- «Релігієзнавство» (2000; 2007; 2010),
- «Історія релігій» (2007, т. 1, 2),
- «Канонічне право» (2012; усі — Київ).[1]

### Основні праці
За ЕСУ:
- Іслам: курс лекцій. — К., 1991;
- Соціально-філософський аналіз релігійних концепцій війни і миру. — К., 1997;
- Мусульманське право. — К., 1997;
- Історія світової релігієзнавчої думки. — К., 1999 (співавтор);
- Мусульманське сімейне право: релігієзнавчо-правовий контекст. — О., 2010 (співавтор)[1].

## Нагороди
- Орден «За заслуги» 3-го ступеня (2004)[1].